# Neuville-les-Dames
Pour les articles homonymes, voir Neuville.
Neuville-les-Dames est une commune française, située dans le département de l'Ain en région Auvergne-Rhône-Alpes.
Les habitants de Neuville-les-Dames s'appellent les Neuvillois.

## Géographie

### Localisation
Située entre la région naturelle de la Dombes et celle de la Bresse, Neuville-les-Dames propose un paysage légèrement vallonné et moucheté d'étangs.
Elle se trouve dans un triangle formé par trois villes dont la plus proche est Bourg-en-Bresse distante de 19 kilomètres. Les deux autres sont Mâcon située à 26 kilomètres de la commune et Villefranche-sur-Saône qui la sépare de Neuville de 33 km.

### Points extrêmes
- Nord : Catherine, 46° 11′ 06″ N, 4° 59′ 56″ E
- Est : Chambreton, 46° 08′ 42″ N, 5° 03′ 19″ E
- Sud : Les Gouttes, 46° 08′ 05″ N, 5° 01′ 55″ E
- Ouest : Étang Cardon, 46° 09′ 10″ N, 4° 57′ 55″ E

### Hydrographie
Neuville étant situé dans la Dombes, de nombreux plans d'eau sont localisés sur le territoire communal. On trouve aussi quelques rivières et ruisseaux sillonnant autour des étangs.

#### Cours d'eau

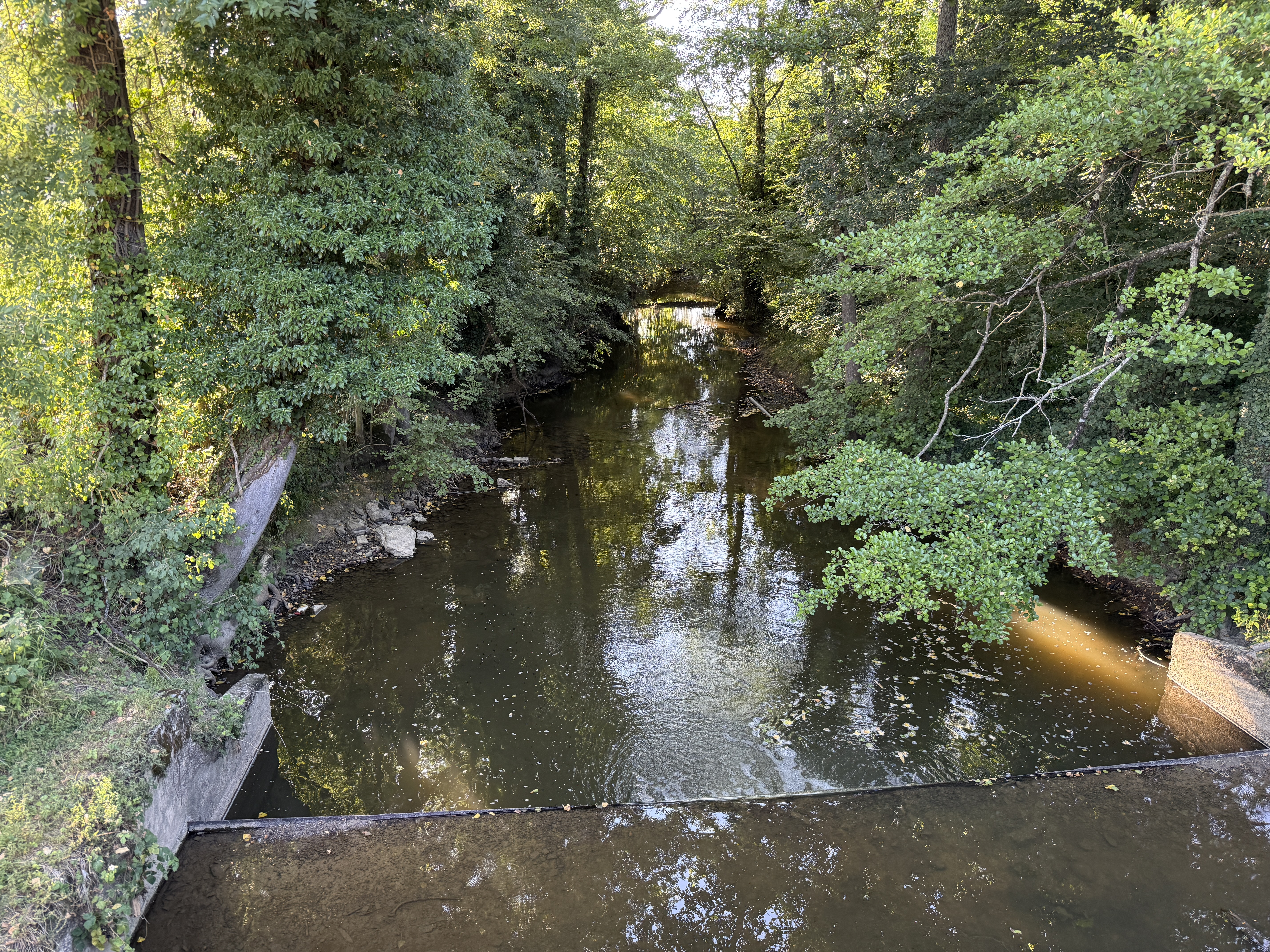
Le Renon.

Le cours d'eau le plus important est le Renon, qui traverse l'ouest de la commune du sud au nord en provenance de Romans et en direction de Sulignat et de Vonnas. C'est au centre de cette dernière localité que la rivière se jette dans la Veyle.
L'Irance est une rivière traversant l'est du village qui vient aussi de Romans mais part en direction de Chanoz-Châtenay. Son cours se termine dans la Veyle à Mézériat.

#### Plans d'eau
On dénombre une dizaine d'étangs autour du bourg. Parmi eux peut être cité l'étang Vernay se trouvant entre les hameaux de Marboz et de La Fontaine. Une autre étendue d'eau se trouve au sud de celui-ci.
Autour du hameau de Lappe, quatre étangs de tailles plus ou moins importantes longent la route départementale 64.
Traversé par un petit ruisseau, le lac de la Chassagne comporte une île en son centre et se trouve près du château du même nom où il y a un autre petit étang.
Vers le bois de la Chassagne, de l'autre côté de la route départementale 933, les étangs Gardon et Pertuis se font face.
À l'ouest du bourg, des deux côtés de la route D 64, sept étangs encerclent la poype.

### Climat
Pour des articles plus généraux, voir Climat d'Auvergne-Rhône-Alpes et Climat de l'Ain.
En 2010, le climat de la commune est de type climat océanique altéré, selon une étude du CNRS s'appuyant sur une série de données couvrant la période 1971-2000. En 2020, Météo-France publie une typologie des climats de la France métropolitaine dans laquelle la commune est dans une zone de transition entre le climat semi-continental et le climat de montagne et est dans la région climatique Bourgogne, vallée de la Saône, caractérisée par un bon ensoleillement (1 900 h/an), un été chaud (18,5 °C), un air sec au printemps et en été et des vents faibles.
Pour la période 1971-2000, la température annuelle moyenne est de 11,7 °C, avec une amplitude thermique annuelle de 18 °C. Le cumul annuel moyen de précipitations est de 904 mm, avec 10,6 jours de précipitations en janvier et 7,8 jours en juillet. Pour la période 1991-2020, la température moyenne annuelle observée sur la station météorologique de Météo-France la plus proche, sur la commune de Baneins à 10 km à vol d'oiseau, est de 12,7 °C et le cumul annuel moyen de précipitations est de 880,2 mm,. Pour l'avenir, les paramètres climatiques de la commune estimés pour 2050 selon différents scénarios d'émission de gaz à effet de serre sont consultables sur un site dédié publié par Météo-France en novembre 2022.

### Voies de transport et de communication

Voies de communication.

La situation de la commune entre les villes de Mâcon, Villefranche-sur-Saône et de Bourg-en-Bresse lui permet d'être traversée et d'être à proximité d'axes de communication importants aux niveaux départemental et régional.

#### Axes routiers

Localisation de Neuville dans le canton de Châtillon-sur-Chalaronne et dans l'Ain.

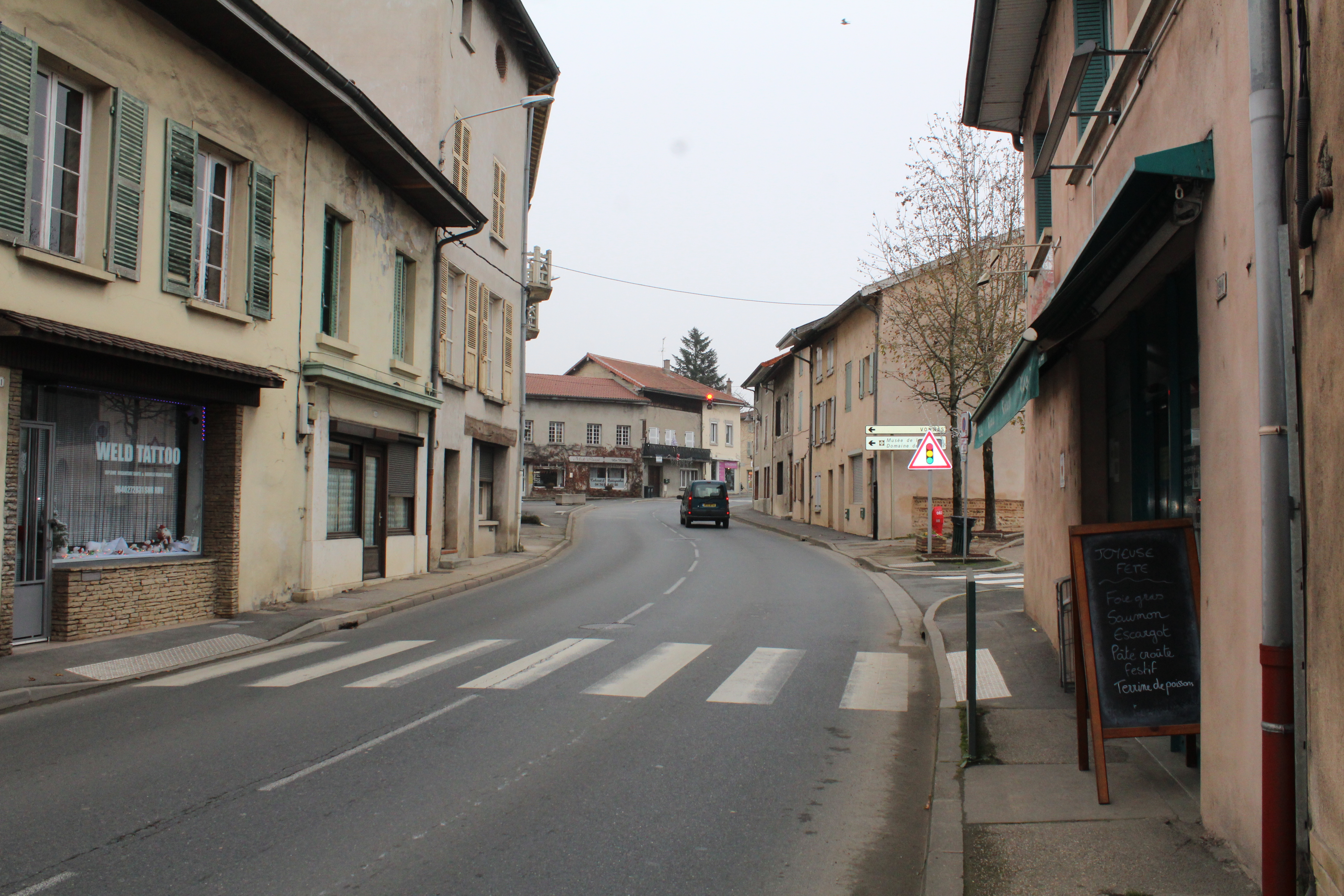
Route D 936 au bourg.

En premier lieu, la route départementale 936 est la voie la plus importante. Déclassée en route départementale en 1972, elle faisait partie de la route nationale 436 qui se terminait près du col de la Faucille dans le pays de Gex. Passant par le bourg d'est en ouest, la voie permet de rejoindre Châtillon-sur-Chalaronne et Saint-Trivier-sur-Moignans en se dirigeant au sud-ouest ainsi que l'Étoile et la Capitale qui sont deux hameaux de Montracol, Corgenon (commune de Buellas), Saint-Denis-lès-Bourg et Bourg-en-Bresse en prenant la direction de l'est. Au niveau départemental, l'axe relie Saint-Didier-de-Formans à Dortan.
La deuxième voie traversant le territoire et le bourg est la route départementale 80 qui sépare l'est et l'ouest de Neuville. Par le nord, les automobilistes se dirigent vers Vonnas via le bois de Béost et les communes de Perrex ou de Saint-Cyr-sur-Menthon. En se dirigeant vers le sud, il est possible d'aller vers Romans, Villars-les-Dombes ou Lyon. Au niveau départemental, cette voie relie les communes de Saint-Trivier-de-Courtes au nord et de Villars-les-Dombes au sud.
La route départementale 64 qui passe aussi par le bourg d'est en ouest forme deux tronçons séparés par la route D 936. En prenant la voie par l'ouest, il est possible de rejoindre Saint-Didier-sur-Chalaronne et Thoissey. Par l'est, on peut se diriger vers Condeissiat. Au niveau départemental, cette voie relie Saint-Didier-sur-Chalaronne et Tossiat.
Dernièrement, la route départementale D 80b annexe de la route D 80 est la seule voie départementale partant de Neuville à l'intersection avec la route D 933. Elle se dirige vers le nord-est à Chanoz-Châtenay puis joint la route départementale 26 à Chaveyriat.

#### Voies ferroviaires

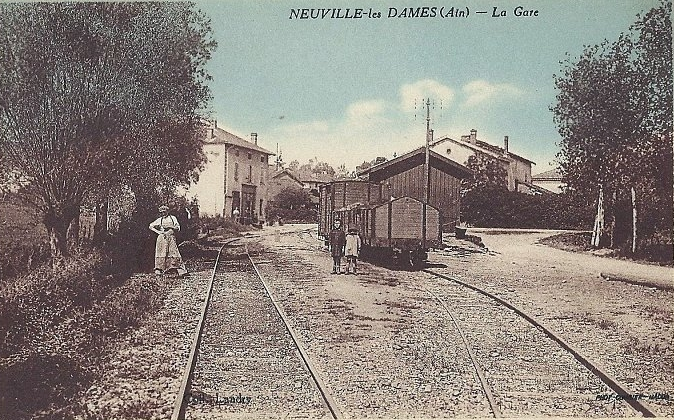
Gare de Neuville.

En 1898, la ligne de Jassans à Bourg, gérée par la Compagnie des Tramways de l'Ain et longue de 47 km fut ouverte. Elle traversait la route D936 et desservait la gare de Neuville, aujourd'hui détruite. La ligne fermera en 1937, victime du progrès et de l'essor de l'automobile.
Aujourd'hui, aucune voie ne traverse la commune mais la ligne de Mâcon à Ambérieu, desservie par les TER de la région Rhône-Alpes, passe à proximité. Les trains TER de la ligne s'arrêtent à la gare de Vonnas.

#### Transports en commun
La commune est reliée au réseau départemental des bus car.ain.fr par l'intermédiaire de deux lignes. La première est la ligne 119 qui fait la liaison entre Villefranche-sur-Saône et Bourg-en-Bresse. La ligne 120 relie quant à elle Bourg-en-Bresse à Belleville. Les deux lignes desservent le même arrêt Centre situé aux abords de la route D 99 dans le bourg.

## Urbanisme

### Typologie
Au 1er janvier 2024, Neuville-les-Dames est catégorisée bourg rural, selon la nouvelle grille communale de densité à 7 niveaux définie par l'Insee en 2022.
Elle est située hors unité urbaine. Par ailleurs la commune fait partie de l'aire d'attraction de Châtillon-sur-Chalaronne, dont elle est une commune de la couronne,. Cette aire, qui regroupe 5 communes, est catégorisée dans les aires de moins de 50 000 habitants,.

### Occupation des sols
L'occupation des sols de la commune, telle qu'elle ressort de la base de données européenne d’occupation biophysique des sols Corine Land Cover (CLC), est marquée par l'importance des territoires agricoles (87,1 % en 2018), une proportion sensiblement équivalente à celle de 1990 (87,5 %). La répartition détaillée en 2018 est la suivante : 
terres arables (50,6 %), zones agricoles hétérogènes (19,4 %), prairies (17,1 %), forêts (8,9 %), zones urbanisées (2,6 %), eaux continentales (1,3 %).
L'évolution de l’occupation des sols de la commune et de ses infrastructures peut être observée sur les différentes représentations cartographiques du territoire : la carte de Cassini (XVIIIe siècle), la carte d'état-major (1820-1866) et les cartes ou photos aériennes de l'IGN pour la période actuelle (1950 à aujourd'hui).

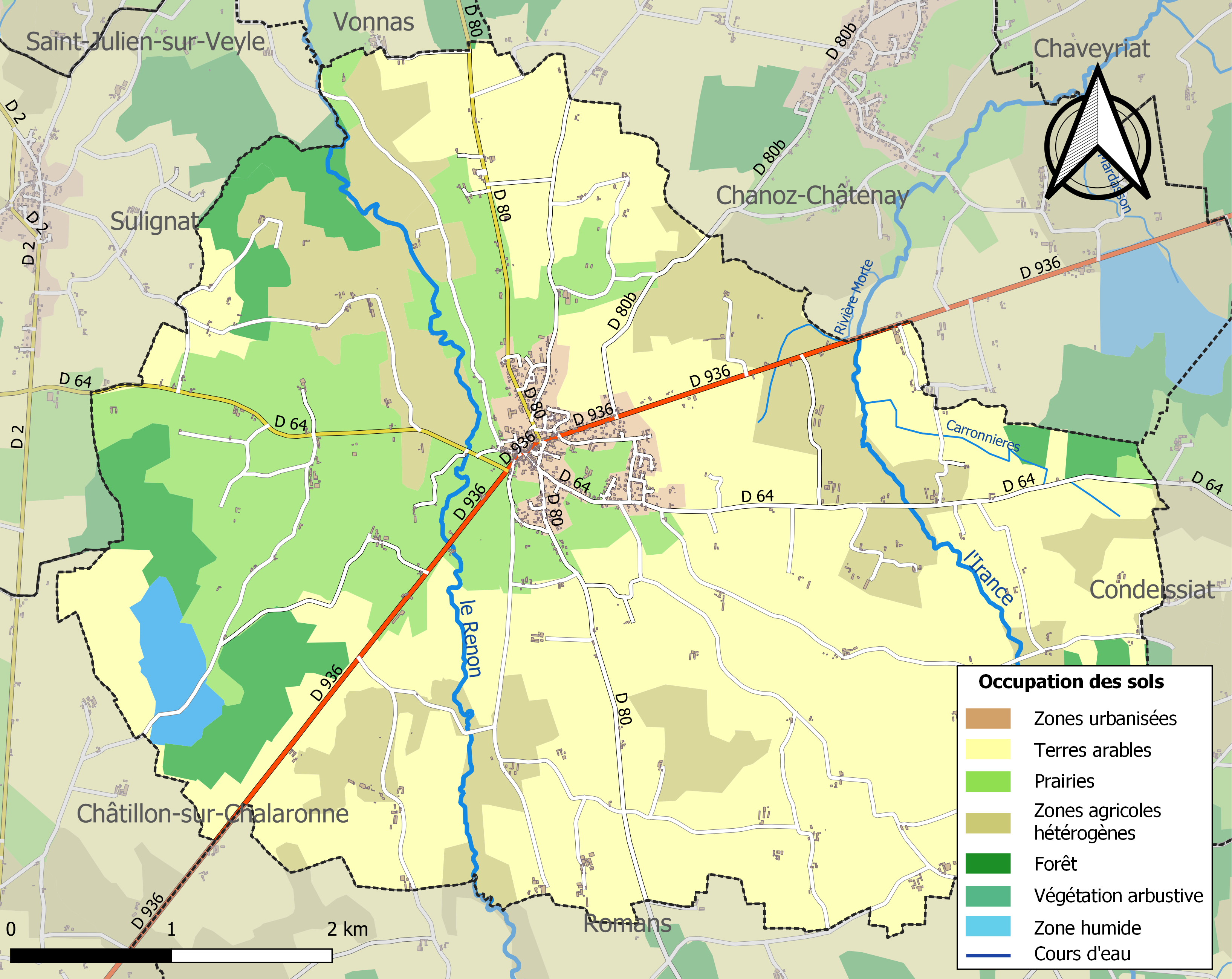
Carte des infrastructures et de l'occupation des sols de la commune en 2018 (CLC).

## Toponymie

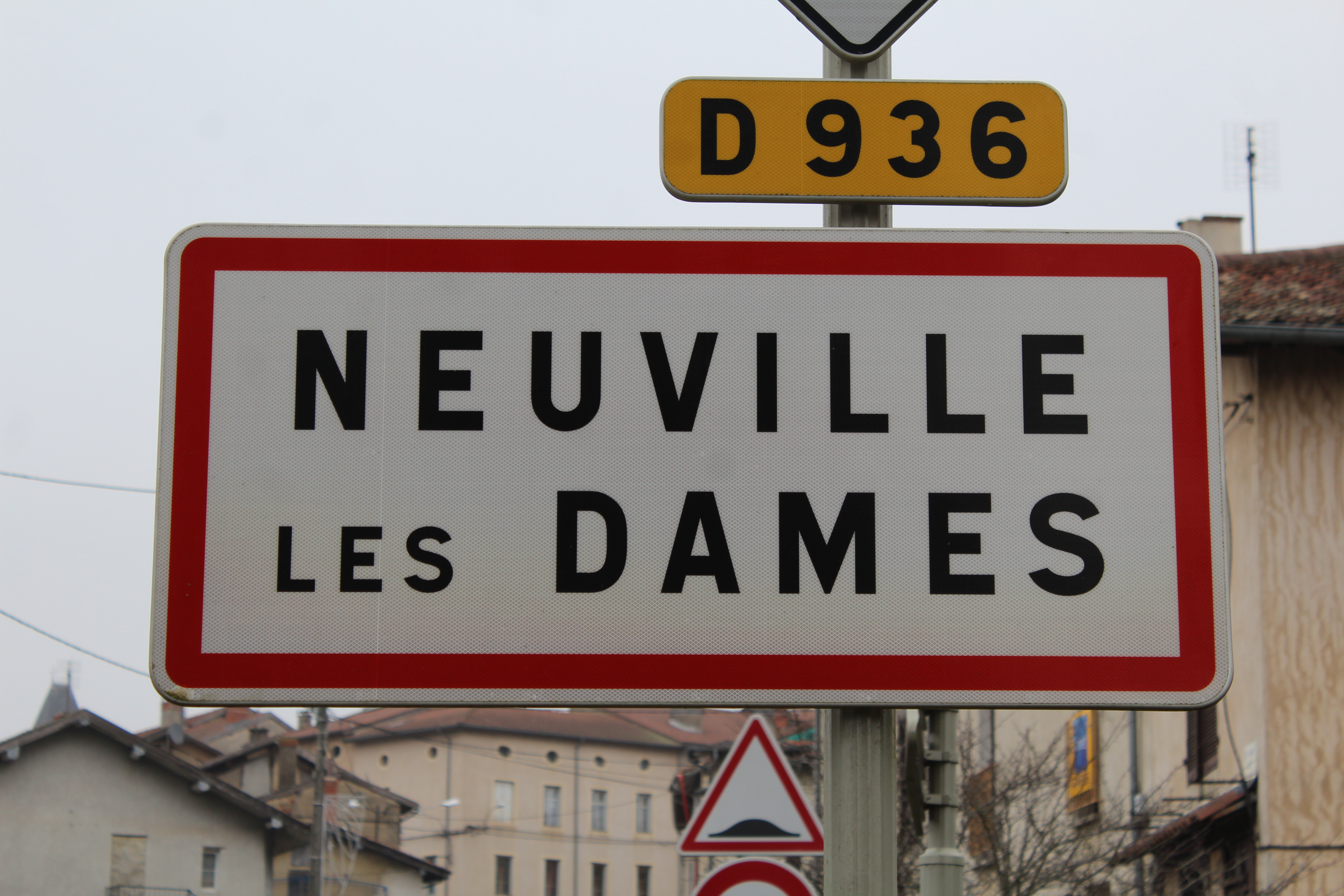
Panneau d'entrée du village.

### Origine du nom
Le nom de la commune est formé de deux parties : Neuville et Dames. Le nom de Neuville a pour origine le contexte de la construction du village au XIIIe siècle. En effet, le village primitif de Luyseis, a été brûlé par un incendie et il a été décidé de construire le village à proximité sur une colline, d'où le nom de Neuville ou Villa Nova à l'époque,.
Le complément Dames est lié aux chanoinesses nobles suivant la règle de saint Benoît qui ont vécu là jusqu'à la Révolution.

### Anciens noms

#### Luyseis
La première référence à cet ancien village date de 1103 dans le recueil des Chartes de Cluny sous le nom de Luseiaco. Le siècle suivant, différentes références à la localité sont énoncées dont Luyseis et Luseys en 1272 selon Samuel Guichenon dans son Histoire de Bresse et de Bugey. Enfin, à la même période, on trouve Luyseiz dans Topographie historique du département de l'Ain de Marie-Claude Guigue.

#### Neuville-les-Dames
Cette localité étant née à la suite de la destruction de Luyseis, on trouve son nom que depuis le XIIIe siècle en 1272 sous le nom de Novilla selon l'Histoire de Bresse et de Bugey de Guichenon. En 1495, la pancarte des droits de cire mentionne Novavilla.
Puis, en 1536, Guichenon refait référence à Neuville avec Neuville-les-Moynes alors que le pouillé de Lyon évoque Novilla monialium autour de 1587.
Dans le Recueil de chartes et documents pour servir à l'histoire de Dombes de Valentin-Smith et Guigue publié en 1885, Neufville-les-Moines est cité en 1612 alors que Guichenon évoque pour une troisième fois Neuville par l'intermédiaire de Neufville-les-Dames en 1650. Le même auteur cite Neuville-les-Nonnains dans l'Histoire de la souveraineté de la Dombes en 1662. Selon les cartes de Cassini, Neuville les Dames-Chanoinesses aurait été le nom du village durant un temps au XVIIIe siècle.
Durant la Révolution, afin d'enlever toute référence à l'Ancien régime, Neuville-les-Dames devient Neuville-sur-Renom en référence à l'une des rivières traversant le territoire. Dès 1847, on retrouve Neuville-les-Dames.

## Histoire

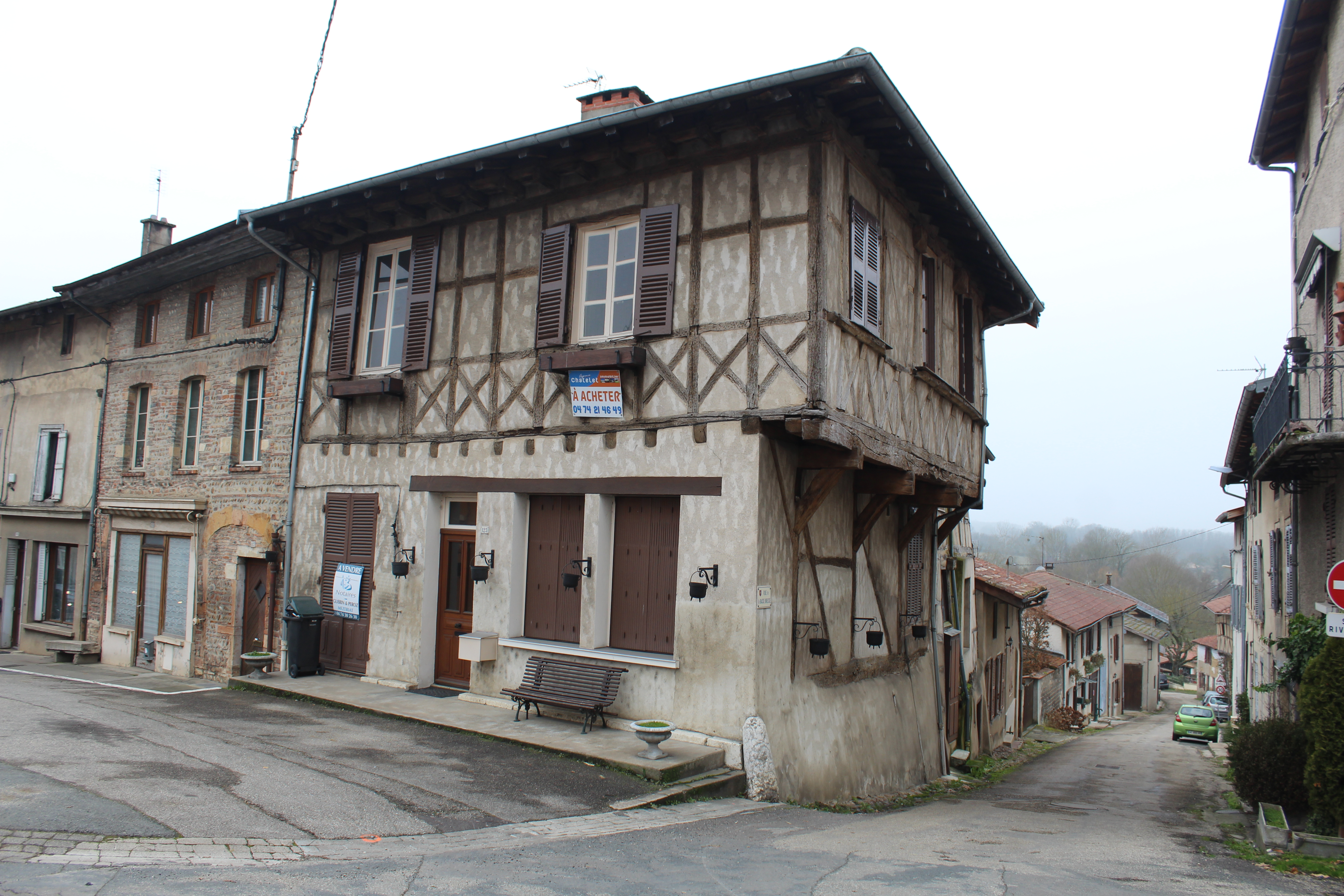
Maison à encorbellement le long de la rue de la Basse-Bresse.

Le village de Neuville est assez récent du fait qu'il a été édifié au XIIIe siècle à la suite de la destruction complète du village de Luyseis et de son monastère par un incendie, qui était situé sur la rive gauche du Renon, à 600 mètres du bourg actuel. Au départ, la commune s'est érigée autour de l'actuelle de la rue de la Basse-Bresse.
La présence de ce chapitre à Neuville est mentionnée dès 1009. Une bulle de Léon IX de 1050, et une autre de Léon IV de 1245, indiquent qu'il dépend de l'abbaye de Saint-Claude. Durant le Moyen Âge, un prieuré d'hommes relevant cette abbaye s'installe dans le village.
En 1601, après la fin de la guerre franco-savoyarde qui se termine par le traité de Lyon, la localité appartient à la France avec l'acquisition par celle-ci de la Bresse, du Bugey, du Valromey et du pays de Gex. Elle est par la suite intégrée à la province bourguignonne.
Un peu plus tard, un monastère bénédictin de femmes est installé. Il ne recevait que des filles nobles et en 1755, le prieuré était lui-même sécularisé. Désormais, il ne fut plus occupé par des religieuses, mais par des chanoinesses venant des plus grandes familles de France, et ce, jusqu'à la Révolution.
En 1789, Neuville-les-Dames était une communauté du pays de Bresse et faisait partie du bailliage, de l'élection et subdélégation de Bourg. Elle était aussi dans le mandement de Châtillon-les-Dombes. Entre 1790 et 1795, elle forme une municipalité du canton de Châtillon-les-Dombes, et dépend du district de du même nom, qui est rattaché en 1800 au nouvel arrondissement de Trévoux. Depuis 1926, à la suite de la suppression de ce dernier, la cité appartient à l'arrondissement de Bourg-en-Bresse et au même canton, devenu canton de Châtillon-sur-Chalaronne.

## Politique et administration

### Découpage territorial
La commune de Neuville-les-Dames est membre de la communauté de communes de la Dombes, un établissement public de coopération intercommunale (EPCI) à fiscalité propre créé le 1er janvier 2017 dont le siège est à Châtillon-sur-Chalaronne. Ce dernier est par ailleurs membre d'autres groupements intercommunaux.
Sur le plan administratif, elle est rattachée à l'arrondissement de Bourg-en-Bresse, au département de l'Ain et à la région Auvergne-Rhône-Alpes. Sur le plan électoral, elle dépend du  canton de Châtillon-sur-Chalaronne pour l'élection des conseillers départementaux, depuis le redécoupage cantonal de 2014 entré en vigueur en 2015, et de la quatrième circonscription de l'Ain  pour les élections législatives, depuis le dernier découpage électoral de 2010.

### Administration municipale
Lors des conseils municipaux, le maire est entouré de ses quatre adjoints et des dix autres conseillers municipaux. Ces élus se répartissent les tâches par le biais de cinq commissions : économie et développement, urbanisme, espaces verts et voirie, social, communication et animation.

### Les maires
| Période                                  | Période   | Identité            | Étiquette | Qualité                                |
| ---------------------------------------- | --------- | ------------------- | --------- | -------------------------------------- |
| 1977                                     | 1984      | Henri Martin        |           |                                        |
| 1984                                     | juin 1995 | Fernand Roux        |           |                                        |
| juin 1995                                | mars 2008 | Patrice Morandas    | PS        | Président de la communauté de communes |
| mars 2008                                | mars 2014 | Jean-Claude Bouvier |           | Agriculteur                            |
| mars 2014                                | mai 2020  | Florent Chevrel     | SE        | Agriculteur                            |
| mai 2020                                 | En cours  | Michel Chalayer     | SE        | Retraité                               |
| Les données manquantes sont à compléter. |           |                     |           |                                        |

### Tendances politiques et résultats
| Scrutin             | Scrutin             | 1er tour | 1er tour | 1er tour | 1er tour | 1er tour | 1er tour | 1er tour | 1er tour  | 1er tour | 1er tour | 1er tour | 1er tour | 2d tour | 2d tour | 2d tour | 2d tour | 2d tour | 2d tour |
| Scrutin             | Scrutin             | 1er      | 1er      | %        | 2e       | 2e       | %        | 3e       | 3e        | %        | 4e       | 4e       | %        | 1er     | 1er     | %       | 2e      | 2e      | %       |
| ------------------- | ------------------- | -------- | -------- | -------- | -------- | -------- | -------- | -------- | --------- | -------- | -------- | -------- | -------- | ------- | ------- | ------- | ------- | ------- | ------- |
| Présidentielle 2017 | Présidentielle 2017 |          | FN       | 31,65    |          | LR       | 21,88    |          | EM        | 19,76    |          | LFI      | 10,47    |         | EM      | 51,59   |         | FN      | 48,41   |
| Présidentielle 2022 | Présidentielle 2022 |          | RN       | 33,53    |          | LREM     | 27,38    |          | LFI       | 12,30    |          | LR       | 6,15     |         | RN      | 50,85   |         | LREM    | 49,15   |
| Législatives 2022   | 4e                  |          | RN       | 26,14    |          | LR       | 20,27    |          | LFI-Nupes | 15,53    |          | LREM-Ens | 14,58    |         | RN      | 66,96   |         | LFI     | 33,04   |
| Législatives 2024   | 4e                  |          | RN       | 47,14    |          | HOR-Ens  | 19,52    |          | EELV-NFP  | 17,80    |          | LR       | 13,81    |         | RN      | 54,76   |         | HOR     | 45,24   |

## Population et société

### Démographie
L'évolution du nombre d'habitants est connue à travers les recensements de la population effectués dans la commune depuis 1793. Pour les communes de moins de 10 000 habitants, une enquête de recensement portant sur toute la population est réalisée tous les cinq ans, les populations de référence des années intermédiaires étant quant à elles estimées par interpolation ou extrapolation. Pour la commune, le premier recensement exhaustif entrant dans le cadre du nouveau dispositif a été réalisé en 2007.

En 2022, la commune comptait 1 540 habitants, en évolution de +2,33 % par rapport à 2016 (Ain : +5,15 %, France hors Mayotte : +2,11 %).
| 1793  | 1800  | 1806  | 1821  | 1831  | 1836  | 1841  | 1846  | 1851  |
| ----- | ----- | ----- | ----- | ----- | ----- | ----- | ----- | ----- |
| 1 023 | 1 030 | 1 160 | 1 177 | 1 304 | 1 305 | 1 379 | 1 518 | 1 534 |

| 1856  | 1861  | 1866  | 1872  | 1876  | 1881  | 1886  | 1891  | 1896  |
| ----- | ----- | ----- | ----- | ----- | ----- | ----- | ----- | ----- |
| 1 448 | 1 418 | 1 570 | 1 574 | 1 643 | 1 656 | 1 656 | 1 643 | 1 513 |

| 1901  | 1906  | 1911  | 1921  | 1926  | 1931  | 1936  | 1946  | 1954  |
| ----- | ----- | ----- | ----- | ----- | ----- | ----- | ----- | ----- |
| 1 507 | 1 511 | 1 457 | 1 295 | 1 250 | 1 180 | 1 170 | 1 148 | 1 036 |

| 1962  | 1968  | 1975  | 1982  | 1990  | 1999  | 2006  | 2007  | 2012  |
| ----- | ----- | ----- | ----- | ----- | ----- | ----- | ----- | ----- |
| 1 059 | 1 062 | 1 069 | 1 064 | 1 141 | 1 231 | 1 500 | 1 538 | 1 490 |

| 2017  | 2022  | - | - | - | - | - | - | - |
| ----- | ----- | - | - | - | - | - | - | - |
| 1 510 | 1 540 | - | - | - | - | - | - | - |

### Enseignement

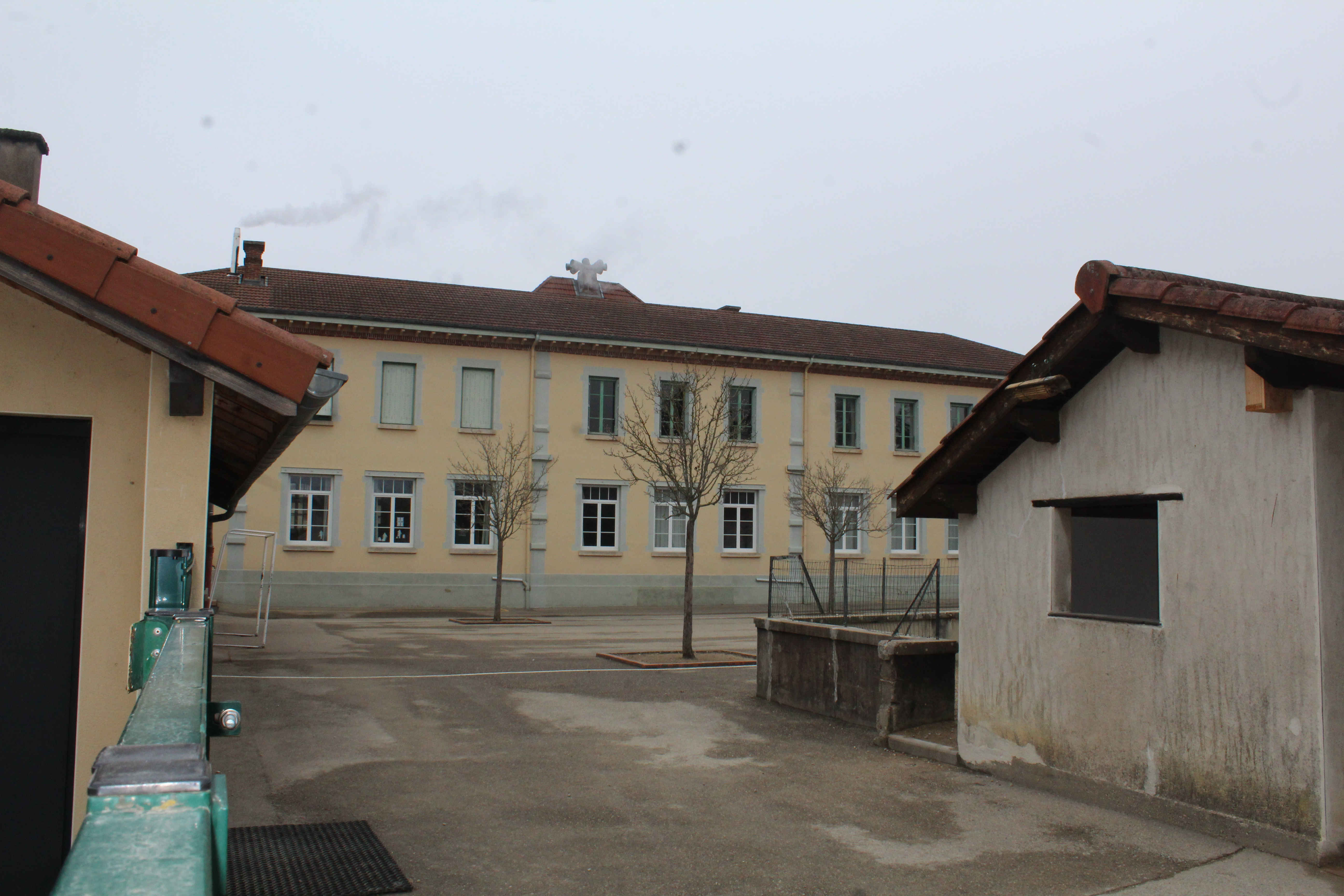
École élémentaire.

Le territoire communal accueille deux écoles publiques : une pour le niveau maternelle et l'autre pour le niveau primaire. L'école maternelle, située le long de l'allée de Grouchy, est l'école Condorcet qui regroupe deux classes composés des enfants de la commune. L'école primaire, dont une partie occupe des parties du bâtiment de la mairie comporte quatre classes.
À la fin de leur scolarité dans l'enseignement primaire, les élèves rejoignent le collège Eugène-Dubois, situé à Châtillon-sur-Chalaronne. Par la suite, ils sont redirigés vers les lycées de Bourg-en-Bresse.

### Sports
Neuville est animée par les associations sportives de la commune ou par celles des environs. Elles assurent la pratique du sport grâce à des infrastructures.

#### Clubs sportifs
En premier lieu, le Football Club Dombes Bresse est un club intercommunal né en 1996 à la suite d'une entente du FC Chatillonnais, et de l'US Vonnas pour un club unique de jeunes. Cependant, Vonnas quitte l’entente en 2000 pour intégrer un nouveau groupement de jeunes : le FC Bord de Veyle. Dès la saison 2001/2002, le club de Saint-Trivier-sur-Moignans incorpore ses jeunes au club puis c'est au tour du CS Neuvillois de faire de même l'année suivante. Enfin, depuis la saison 2006/2007, les quatre entités fusionnent pour former un unique club. Néanmoins, le CSN subsiste encore avec une équipe de vétérans.
Concernant les sports individuels, le tennis peut se pratiquer grâce au Tennis club neuvillois, il existe aussi l'Amicale Boule Neuvilloise qui est dédiée aux sports de boules. Par la suite, on peut citer Bat'Dance pour la danse et le twirling bâton, l'Association cycliste ou l'association Gymnastique Sport et Loisirs Neuvilloise.

#### Infrastructures
Depuis la suppression du stade de football le long de la rue de la Bresse pour laisser place à une maison de retraite, l'ensemble des équipements sportifs se trouvent parallèlement à la route D 80 dans un complexe sportif. Ce lieu regroupe un boulodrome, deux courts de tennis et un terrain de football.

### Médias
Le Progrès est un journal régional diffusant dans les départements de l'Ain, du Jura, du Rhône, de la Loire et de la Haute-Loire. Chaque vendredi est publié le journal local hebdomadaire Voix de l'Ain.
Dans le domaine télévisuel, la chaîne France 3 émet un décrochage local dans la commune par le biais de France 3 Rhône Alpes. Enfin, Radio Scoop est une radio musicale d'Auvergne-Rhône-Alpes qui possède une station à Bourg-en-Bresse diffusant dans l'Ain.

## Culture locale et patrimoine

### Lieux et monuments

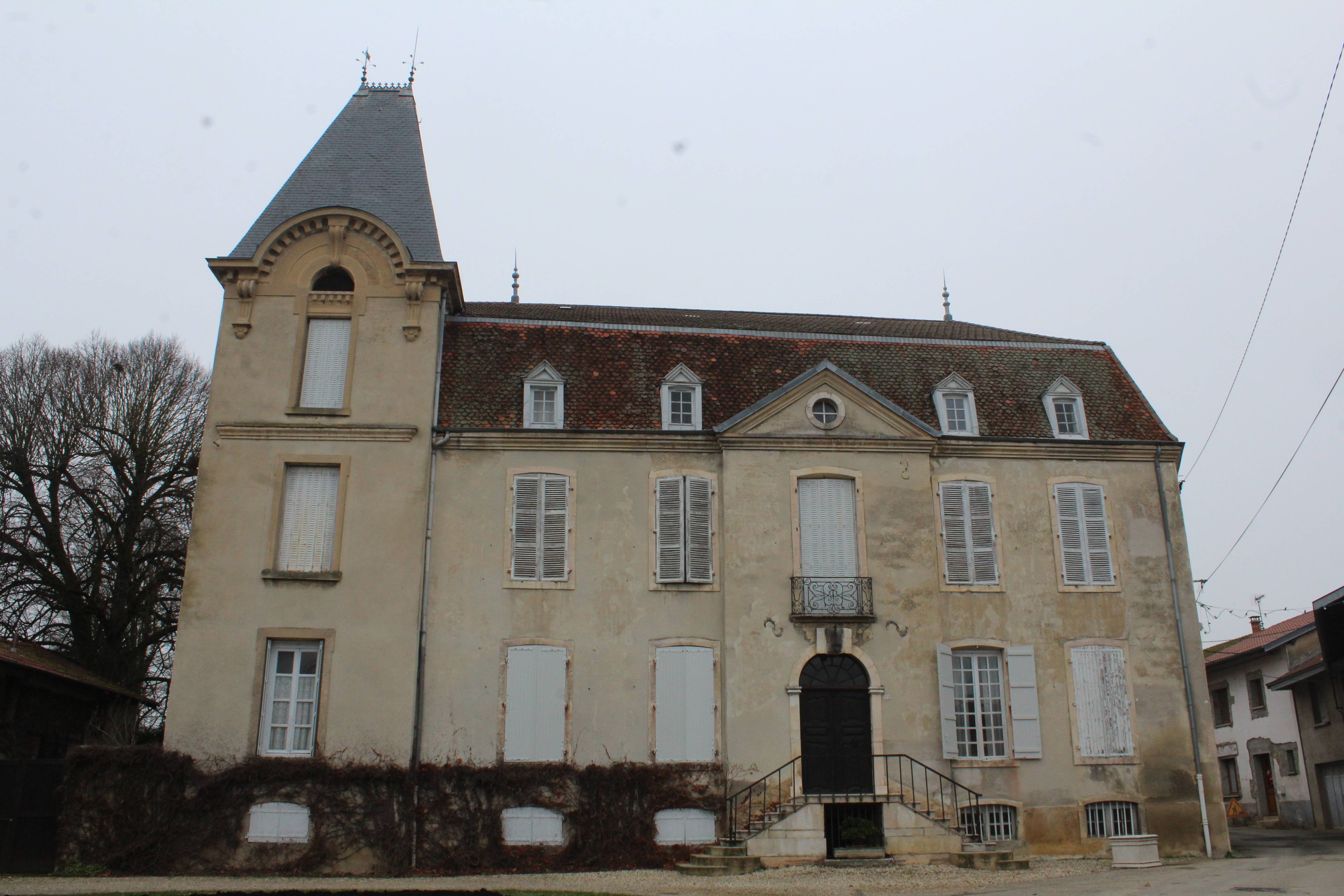
Château de Chevigney.

Parmi les monuments du territoire, la maison dite le Chapitre ou ancien château de Chevigney est inscrit au titre des monuments historiques depuis 1980.

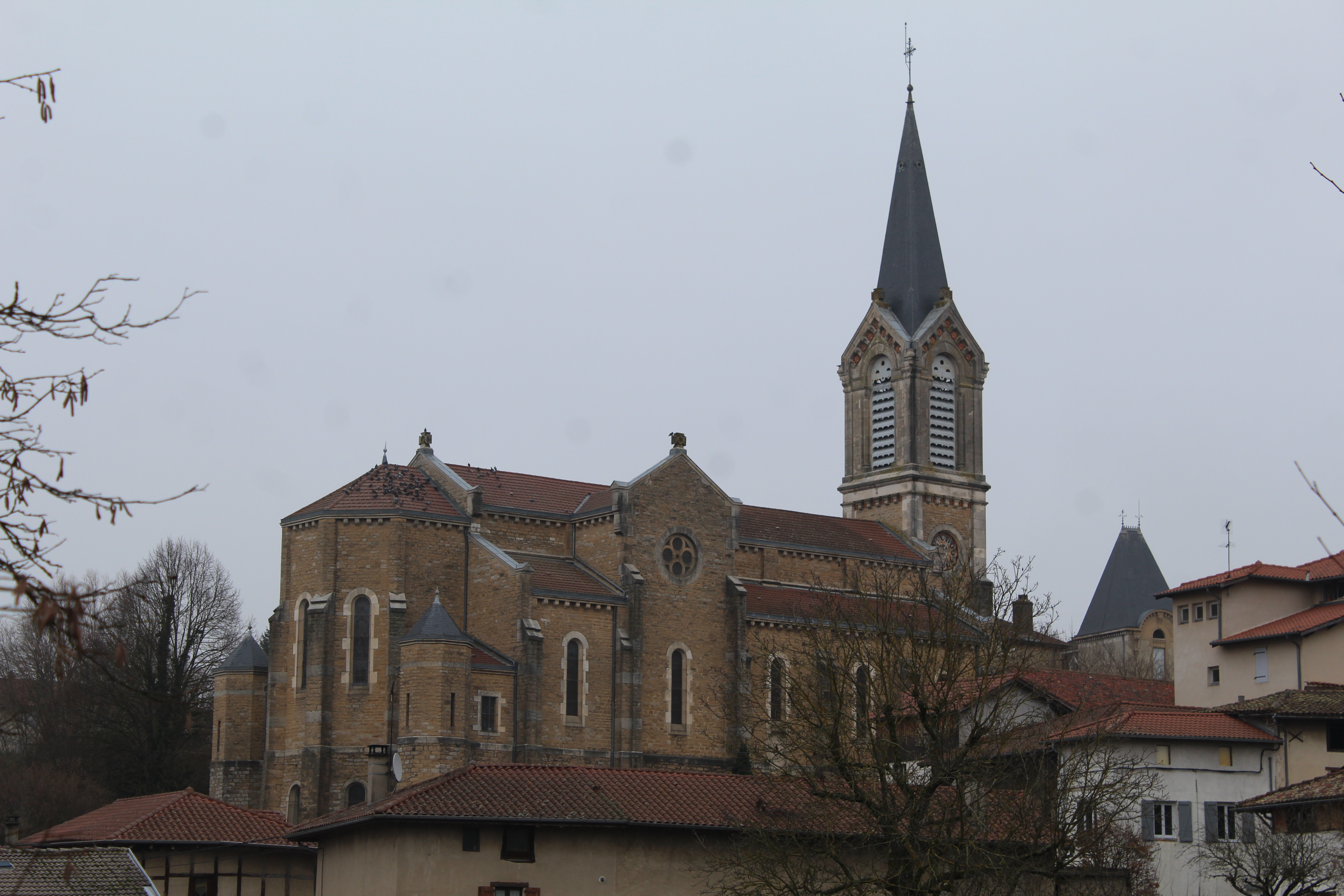
Église Saint-Maurice.

Sur la place où est situé cet ancien château, on dénombre divers monuments dont l'église construite au XIXe siècle et placée sous le vocable de Saint-Maurice. Au sous-sol, une crypte renferme une chapelle. Juste à côté se trouve l'ancienne halle. De plus, on trouve des maisons canoniales. À proximité, la rue de la Basse-Bresse est le lieu historique de la ville du fait que c'est ici où les premières habitations ont été érigées.
Plus au sud, vers la frontière avec Châtillon-sur-Chalaronne, le château de Chassagne était le centre de la seigneurie du même nom. Au XVIIIe siècle, l'édifice appartient à diverses familles de chanoinesses et fut reconstruit au XIXe siècle par la famille Dugas de la Boissonny. Malgré la destruction de l'ancien château, des vestiges sont encore visibles.
À l'ouest du bourg, la poype de Luyseis, petit monticule de terre, était le site d'une ancienne chapelle Saint-Jacques. La motte dite « poype de Luyseis » ou « de Saint-Jacques » est citée en 1272.. Elle témoigne de la présence de l'ancien village détruit par les flammes vers le XIIIe siècle.
Sur la place où était placée la gare, le monument aux morts honore les soldats de la commune tombés au combat durant les conflits du XXe siècle.
Sur le territoire communal, on peut aussi rencontrer un lavoir, un four et quelques moulins dont le moulin Neuf et celui de Garambourg.

### Personnalités liées à la commune
- Sophie de Grouchy (1764-1822), admise au couvent séculier de Neuville-en-Bresse en septembre 1784 comme chanoinesse titulaire. Elle en ressort en avril 1786. Mariée en décembre 1786 au philosophe et mathématicien Condorcet, elle ouvre un salon à Paris, quai de Conti où se rencontrent les philosophes du moment et les Américains de passage à Paris (Jefferson, Paine). Elle est la traductrice de l'économiste écossais Adam Smith.

### Héraldique
| Blason de Neuville-les-Dames | Blason  | Parti : au premier de gueules au lion contourné d'or ; au second d'azur à la colombe d'argent becquée et membrée de sable. |
| Blason de Neuville-les-Dames | Détails | |